# Pyridin
Pyridin là hợp chất dị vòng chứa nitơ. Công thức phân tử của pyridin là C5H5N. Công thức cấu tạo là: C5H5N. Pyridin được phát hiện vào năm 1849 bởi nhà hóa học người Scotland Thomas Anderson là một trong những thành phần của dầu xương. Hai năm sau, Anderson cô lập pyridin tinh khiết qua chưng cất phân đoạn của dầu. Đó là một chất lỏng không màu, dễ cháy, kiềm yếu hòa tan trong nước với một, mùi cá khó chịu.
Pyridin được sử dụng như là một tiền thân của hóa chất nông nghiệp và dược phẩm và cũng là một dung môi quan trọng và tinh khiết. Pyridin được thêm ethanol để làm cho nó phù hợp cho uống (xem rượu làm biến tính). Nó được sử dụng trong tổng hợp trong ống nghiệm của DNA, trong việc tổng hợp sulfapyridine (một loại thuốc chống lại bệnh nhiễm trùng do vi khuẩn và virus), thuốc Thuốc chống dị ứng tripelennamine và mepyramine, cũng như thuốc chống nước, khuẩn, và thuốc diệt cỏ. Một số hợp chất hóa học, mặc dù không được tổng hợp từ pyridine, có cấu trúc vòng của nó. Chúng bao gồm vitamin B và niacin pyridoxal, các thuốc chống lao isoniazid, nicotine và các sản phẩm thực vật có chứa nitơ khác. Trong lịch sử, pyridin được sản xuất từ nhựa than đá và là một sản phẩm phụ của quá trình khí hóa than. Tuy nhiên, nhu cầu tăng lên đối với pyridin dẫn đến sự phát triển của các phương pháp kinh tế hơn tổng hợp từ acetaldehyde và amonia, và hơn 20.000 tấn mỗi năm được sản xuất trên toàn thế giới.
Phân tử Pyridin ở trạng thái liên hợp kín, các orbital p của các nguyên tử N và C xen phủ bên với nhau. Từ đó, tính base của Pyridin khá nhỏ (lớn hơn anilin nhưng không đáng kể).
Một π electron trong nguyên tử Nitơ hợp với 5 π  electron khác của năm nguyên tử carbon tạo thành một vòng thơm. Do Nitơ không sử dụng cặp electron không liên kết để tạo thành vòng thơm theo quy tắc (4n+2), như pyrrole, nên vẫn thể hiển tính base.
 Tính base của Pirydin yếu hơn các amin khác ví dụ như Piperidine, được giải thích bởi sự lai hóa sp2 của nguyên tử Nitơ trong Pirydin, orbital sp2 có nhiều tính chất của orbital s hơn sp3, trạng thái lai hóa mà nguyên tử Nitơ của các amin khác tồn tại
Pyridin thường được biết đến trong hỗn hợp Pyridin Cloro Cromic (PCC) gồm Pyridin, HCl, CrO3, là hợp chất có tính oxy hóa trung bình, chỉ oxy hóa alcohol thành aldehyd và không oxy hóa được xeton.
Cũng giống như nhiều hợp chất dị vòng chứa nitơ khác, pyridin có mùi khó chịu (tương tự như mùi cá ươn).
Ngoài tính base yếu do dị tố quyết định,  do phân tử ở trạng thái liên hợp kín, pyridin thể hiện hóa tính gần giống với hydrocarbon thơm (phản ứng thế, phản ứng cộng hợp).